# Hugo Loetscher
Hugo Loetscher (ur. 22 grudnia 1929 w Zurychu, zm. 18 sierpnia 2009 tamże) – szwajcarski prozaik, eseista i publicysta.

## Życiorys
W latach 1948–1956 studiował germanistykę, filozofię,  socjologię, historię gospodarczą w Zurychu i Paryżu. Od 1953 pisał recenzje do czasopism, m.in. do „Neue Zürcher Zeitung”, „Die Weltwoche”, „Tages-Anzeiger”. W latach 1958–1962 był redaktorem naczelnym czasopisma kulturalnego „Du”, a w latach 1964-1969 „Die Weltwoche”. Pełnił funkcję prezydenta Związku Pisarzy Szwajcarii (1986-1989), pełnił też inne ważne funkcje w szwajcarskich instytucjach kulturalnych i literackich.
Wiele podróżował. Wykładał poetykę i literaturę na uniwersytetach szwajcarskich, niemieckich, amerykańskich. 

## Twórczość literacka
Od 1962 działał jako niezależny pisarz w Zurychu. Jego pierwszym sukcesem literackim stała się powieść Abwässer. Ein Gutachten (1963) – napisana w konwencji relacji inspektora kanalizacji snującego refleksje o podziemnej rzeczywistości ścieków oraz o świecie naziemnym, o ciemnych stronach cywilizacji. Jest to pierwszy utwór szwajcarskiej literatury o treści społeczno-ekologicznej.  Inspiracją do drugiej powieści Die Kranzflechterin (1964) było życie jego niemieckiej babki. Powieść Noah. Roman einer Konjunktur (1967) jest satyryczną parafrazą biblijnego potopu i krytyką współczesnego społeczeństwa konsumpcyjnego. Noe planuje zbudować arkę, co staje się początkiem wyścigu różnych  udziałowców o jak największe profity. W utworze autobiograficznym Der Immune (1975) znajdują się wątki krytyczne wobec postępującego globalizmu. Powieść ta stanowi luźny, zróżnicowany tematycznie, zbiór anegdotycznych miniopowieści.
W końcu lat 80. w jego twórczości pojawia się nowy temat – świat zwierząt i jego związki z człowiekiem, m.in. Die Fliege und die Suppe (1980), Der predigende Hahn (1992). Ostatni utwór Loetschera War meine Zeit meine Zeit ukazał się parę dni po jego śmierci. 
Loetscher jest współtwórcą tzw. drugiego przełomu, ożywienia i zróżnicowania  w literaturze szwajcarskiej. 
Rozgłos przyniosły mu też reportaże z podróży, m.in. do Brazylii.

## Nagrody
- 1954 Nagroda im. Conrada Ferdinanda Meyera